# Richard Trinkler
Richard Trinkler (ur. 22 sierpnia 1950 w Sirnach) – szwajcarski kolarz szosowy i torowy, srebrny medalista olimpijski oraz dwukrotny medalista mistrzostw świata.

## Kariera
Pierwszy sukces w karierze Richard Trinkler osiągnął w 1978 roku, kiedy wspólnie z Gilbertem Glausem, Stefanem Mutterem i Kurtem Ehrenspergerem zdobył brązowy medal w drużynowej jeździe na czas na mistrzostwach świata w Nürburgu. Na rozgrywanych cztery lata później mistrzostwach świata w Goodwood razem z Alfredem Achermannem, Danielem Hegglim i Ursem Zimmermannem w tej samej konkurencji zajął drugie miejsce. Srebrny medal w drużynowej jeździe na czas zdobył także na igrzyskach olimpijskich w Los Angeles w 1984 roku. W zawodach tych partnerowali mu: Alfred Achermann, Laurent Vial i Benno Wiss. Na tej samej imprezie wziął także udział w indywidualnym wyścigu ze startu wspólnego, który ukończył na dziesiątej pozycji. Trinkler startował także na igrzyskach olimpijskich w Montrealu w 1976 roku oraz igrzyskach w Moskwie w 1980 roku, ale ani razu nie uplasował się w czołowej dziesiątce. Poza tym siedmiokrotnie zwyciężał w klasyfikacji generalnej Ostschweizer Rundfahrt (1977-1979, 1981, 1982, 1984 i 1985), w 1988 roku zwyciężył w Tour de Luxembourg, a dwa lata wcześniej był drugi w Österreich-Rundfahrt. Kilkakrotnie zdobywał medale szosowych mistrzostw kraju, w tym indywidualny złoty w 1979 roku. Ponadto w 1977 roku zdobył medal na torowych mistrzostwach Szwajcarii, zajmując trzecie miejsce w wyścigu punktowym.